# John Regis
John Regis MBE (Lewisham, Londres, 13 de outubro de 1966) é um antigo atleta britânico de corridas de velocidade pura. 
Foi campeão do mundo de 200 metros indoor em 1989 e campeão da europa em 1990. É ainda hoje o detentor do recorde britânico de 200 metros, com o tempo de 19.87 s, feito em 1994.

## Recordes pessoais
Outdoor
| Prova      | Tempo   | Data                  | Local     |
| ---------- | ------- | --------------------- | --------- |
| 100 metros | 10,15 s | 29 de maio de 1993    | Budapeste |
| 150 metros | 15,15 s | 4 de setembro de 1994 | Sheffield |
| 200 metros | 19,87 s | 31 de julho de 1994   | Sestriere |
| 300 metros | 31,67 s | 17 de julho de 1992   | Gateshead |
| 400 metros | 45,48 s | 17 de abril de 1993   | Walnut    |

Indoor
| Prova      | Tempo   | Data                    | Local      |
| ---------- | ------- | ----------------------- | ---------- |
| 60 metros  | 6,78 s  | 9 de janeiro de 1999    | Birmingham |
| 200 metros | 20,48 s | 5 de fevereiro de 1995  | Estugarda  |
| 300 metros | 32,98 s | 20 de fevereiro de 1993 | Birmingham |